# Bánh nếp
Bánh nếp (còn gọi là bánh rợm ở Xứ Đoài hay bánh ít miền Nam) là một loại bánh truyền thống của người Việt Nam. Đúng như tên gọi, nguyên liệu chính là bột gạo nếp.

## Chế biến

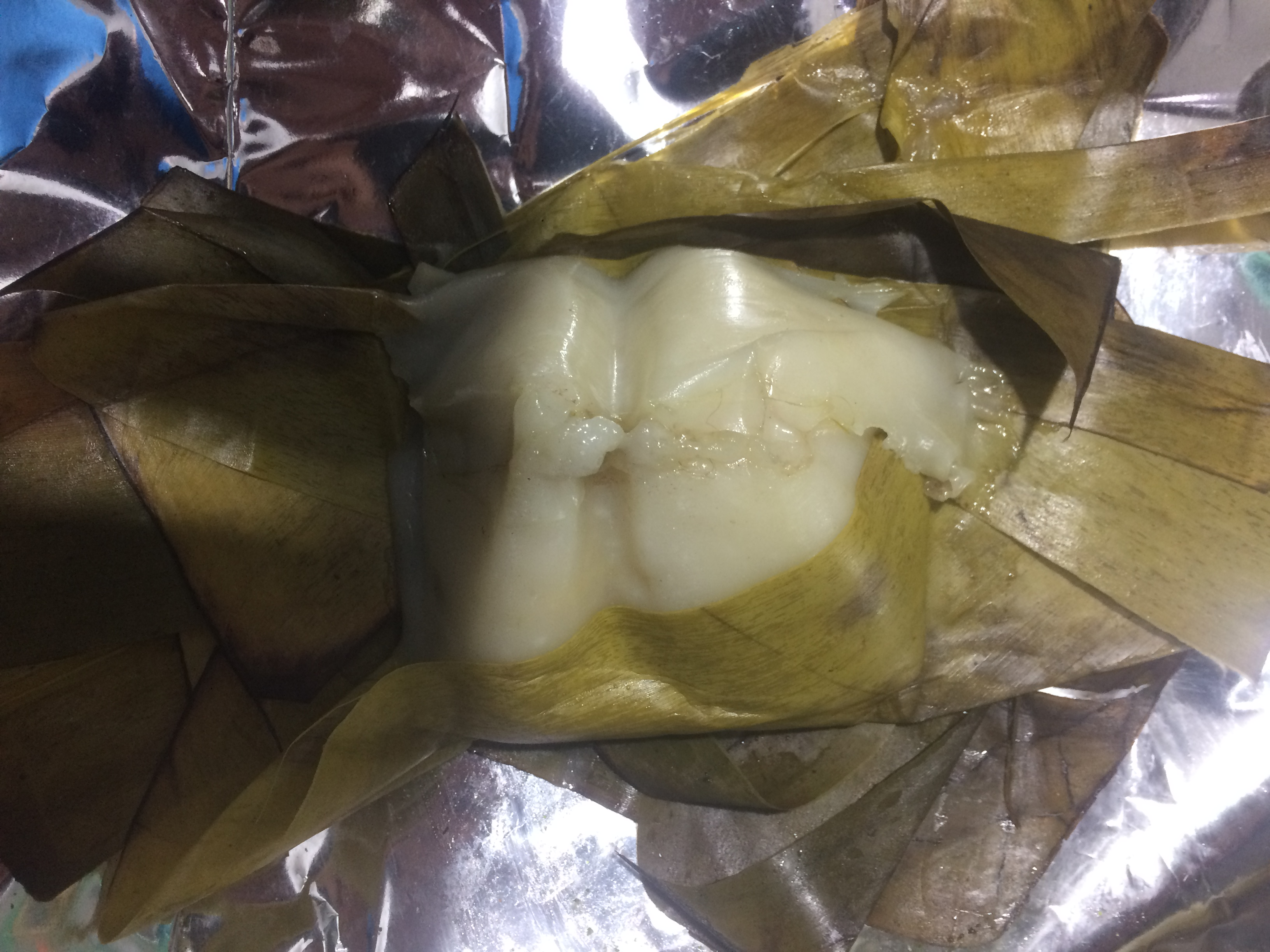
Bánh nếp mặn nhân đậu xanh miền Bắc

Nguyên liệu và cách chế biến bánh nếp khác nhau tùy vào vùng miền và kiểu bánh. Ngoại trừ phần vỏ bánh cố định là bột gạo nếp, đối với bánh ngọt (chay) thông thường có đậu xanh, dừa; đối với bánh mặn thì bao gồm đậu xanh, thịt lợn (nếu có), nấm hương, mộc nhĩ, hạt tiêu và nêm chút muối,...
Bột dùng làm bánh có thể là loại bột ướt (xay từ gạo ngâm rồi ủ ráo bột) hoặc bột khô (xay hạt gạo khô) sau đó pha nước. Thông thường dùng nguyên bột cho bánh có màu trắng, nhưng có nơi biến tấu cho thêm nước xay lá nếp có màu xanh, có khi trộn gấc có màu đỏ. Thành phần chủ yếu của nhân là đậu xanh ngâm đãi sạch vỏ, đun nhừ, tán nhuyễn, sau đó tiếp tục xào để khô bớt nước, trộn thêm các nguyên liệu phụ. Nhân bánh được chia và vo thành khối tròn.
Lấy một phần bột bao lấy nhân, có nơi hấp trực tiếp, sau đó cuốn vào lá chuối đã bôi mỡ nước, lá dong rồi mới hấp chín.

## Cảm hứng nghệ thuật
Ăn không đặng no
Đó là bánh ít